# Tarzan en het mierenvolk
Tarzan en het mierenvolk (Engelse titel: Tarzan and the Ant Men) is een roman geschreven door Edgar Rice Burroughs, de tiende in zijn reeks van vierentwintig boeken over het titelpersonage Tarzan.
Het werd voor het eerst gepubliceerd in het pulp-tijdschrift Argosy All-Story Weekly van februari tot maart 1924. De eerste boekeditie werd uitgebracht in september 1924. De eerste Nederlandse vertaling kwam uit in 1949.